# インフィニティ (優里の曲)
「インフィニティ」は、日本のシンガーソングライター・優里の楽曲。メジャー3作目の配信限定シングルとして2021年1月23日にリリースされた。また、2021年3月10日には、CDシングルとして期間限定生産盤でリリースされた。

## 概要
TVアニメ「SK∞ エスケーエイト」エンディングテーマのために書き下ろした楽曲で、仲間や友情など「SK∞ エスケーエイト」の世界観や想いを込めた楽曲になっている。
1月23日（土）に配信されると、LINE MUSICソングTop100リアルタイム1位、LINE MUSIC ソングTop100デイリー1位、LINE MUSIC邦楽Top100 1位、LINE MUSIC BGM＆Melody Top100 1位の４冠、TikTok人気急上昇ランキング1位、AWAリアルタイム急上昇楽曲1位、Spotify急上昇チャート3位など早くも「インフィニティ」がストリーミングチャートの上位にランクインし高い注目を集めた。
2021年4月6日、2月からYouTubeにて公開していたインフィニティのミュージックビデオが、スケートボードを全面禁止していた東京都江東区の公園でスケートボードを行っていたシーンが映されていたことを理由に、公開停止となった。

## 認定と売上
|                                | 認定 (RIAJ) | 売上/再生回数     |
| ------------------------------ | ----------- | ----------------- |
| フィジカルCD                   | 未公表      | -                 |
| ダウンロード                   | 未公表      | -                 |
| ストリーミング                 | シルバー    | 30,000,000 回再生 |
| *認定のみに基づく売上/再生回数 |             |                   |

## 収録曲
<Disc 1> CD
1. インフィニティ
作詞：優里
作曲：優里
2. インフィニティ -Acoustic ver.-
作詞：優里
作曲：優里
3. インフィニティ -TV size ver.-
作詞：優里
作曲：優里
4. インフィニティ -Instrumental ver.-
作詞：優里
作曲：優里

<Disc 2> DVD
1. TVアニメ「SK∞ エスケーエイト」ノンクレジット エンディングムービー